# Генерал артилерії литовської
Генерал артилерії литовської (лат. generalis artileriae magister) — почесний уряд у Великому князівстві Литовському, командувач артилерії. Керував арсеналами, зброярнями, пороховими майстернями, людвисарнями (гарматними ливарними майстернями), займався забезпеченням війська порохом і амуніцією, навчанням артилеристів. Призначався пожиттєво й не мав права займати інші військові посади.
Уряд відомий з XVII століття, коли король польський і великий князь литовський Владислав IV реорганізував артилерію за армійським зразком (так звані «Артикули», проголошені 1634 року під час Смоленської війни). Першим керівником артилерії Великого князівства Литовського 1634 року став Миколай Абрамович. Починаючи з 1685 року генерал артилерії отримував 3 тисячі злотих на особисті потреби. Він оперував великими грошовими сумами, приймав спеціальну присягу не витрачати ці гроші на інші цілі й підкорявся великому гетьману, з 1775 року — Військовому департаменту Постійної Ради.

## Список генералів артилерії литовської

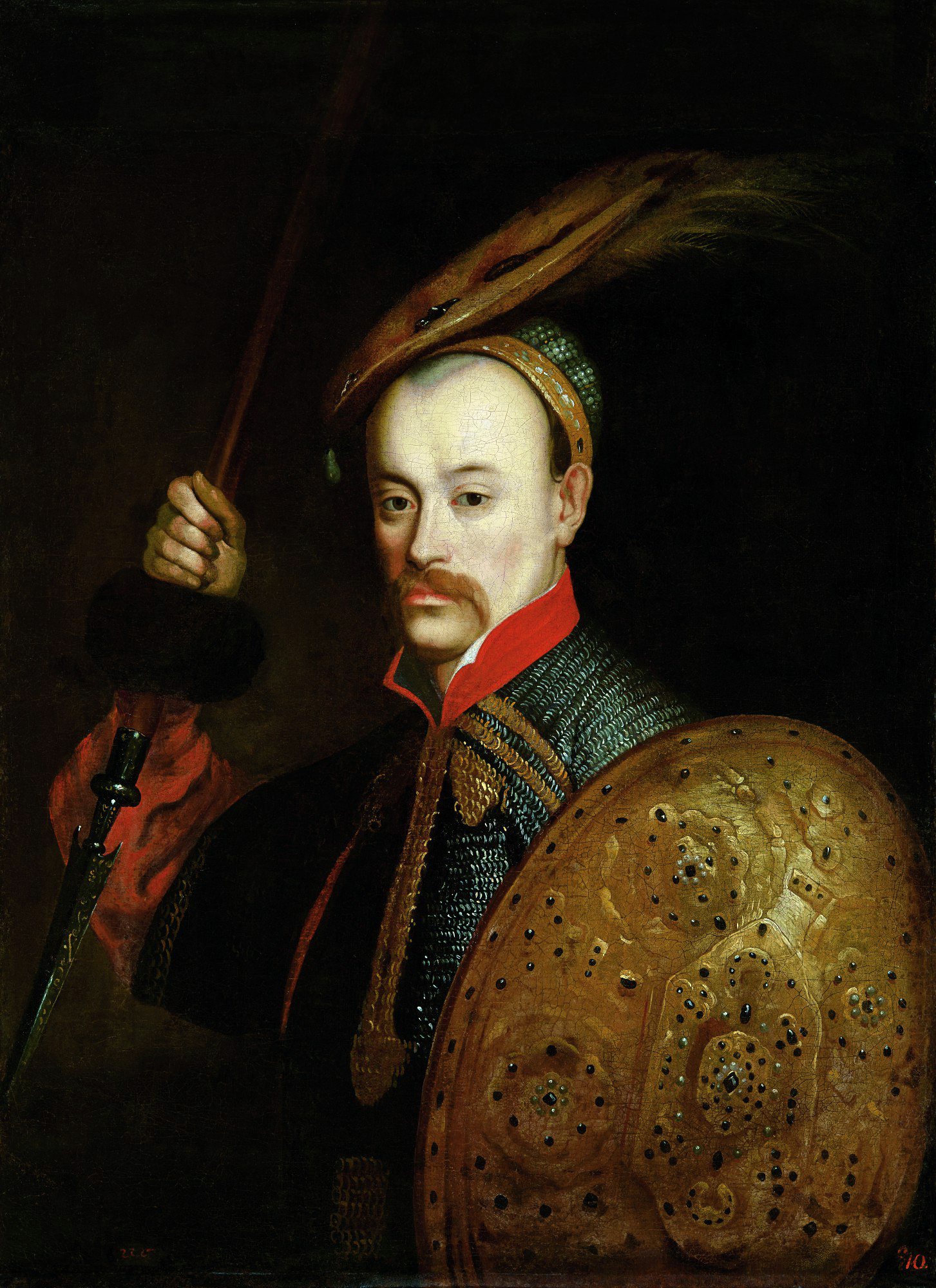
Вінцент Корвін-Госевський

- Миколай Абрамович (21.9.1634 «старший над гарматою ВКЛ» — 2.1651)
- Вінцент Корвін-Госевський (27.2.1651 — 14.9.1652)
- Зигмунд Валь[pl] (22.9.1652 — 28.3.1654)
- Микола Владислав Юдзіцький[be] (11.4.1654 — 14.1.1668)
- Міхал Антоній Кришпін-Кіршенштейн (21.4.1668 — 1673)
- Мацей Корвін-Госевський[pl] (1.9.1673 — 11.11.1683)
- Лев Василь Сапіга (7.9.1684 — 9.11.1686)
- Матеуш Ромер (28.4.1687 — 1698)

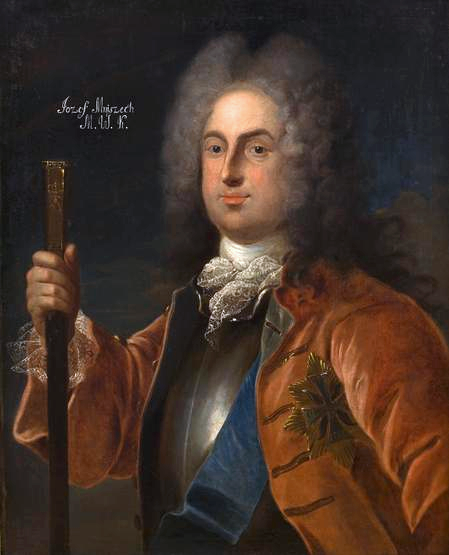
Юзеф Вандалін Мнішек

- Міхал Францішек Сапіга (18.7.1698 — 19.11.1700)
- Юзеф Вандалін Мнішек (8.4.1701 — 7.7.1706)
- Кшиштоф Сеніцький[be] (1706–1707)
- Станіслав Понятовський (27.12.1707? — ?; призначений королем Станіславом Лещинським)
- Юзеф Францішек Сапіга[be] («станіславський генерал артилерії» 19.9.1709; призначений королем Станіславом Лещинським)
- Юзеф Вандалін Мнішек (повторно 17.10.1709, уряду не прийняв)
- Фабіян Казимир Борх (22.4.1710 — 24.6.1710)
- Богуслав Ернест Денгофф (24.6.1710 — 1725)

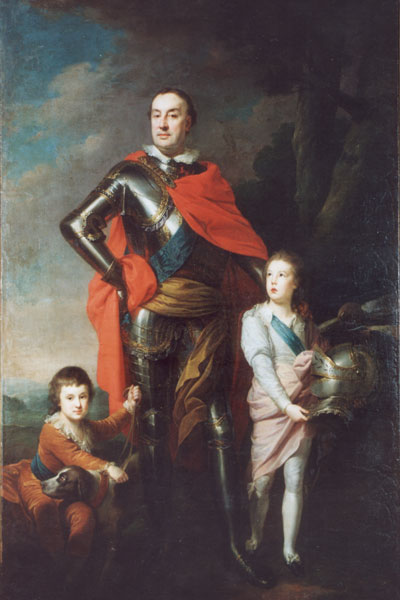
Францішек Ксаверій Браницький

- Казимир Лев Сапіга (4.9.1725 — 30.5.1738)
- Ян Єжи Флемінг[be] (27.9.1738 — 24.11.1746)
- Антоній Юзеф Сологуб (26.11.1746 — 9.1759)
- Евстахій Потоцький (20.9.1759 — 23.2.1768)
- Францішек Ксаверій Браницький (5.3.1768 — 10.4.1773)
- Казимир Нестор Сапіга (10.4.1773 — 1793)
- Францішек Сапіга[be] (1.5.1793 — 1795)